# Regionale Mexicaanse Arbeidersconfederatie

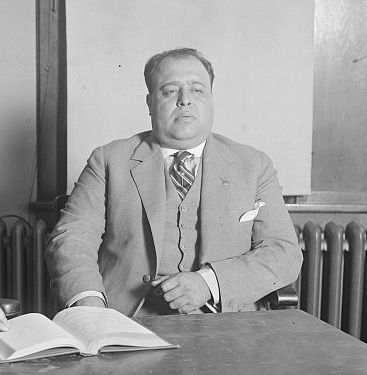
Luis Napoleon Morones, leider van CROM

De Regionale Mexicaanse Arbeidersconfederatie (Spaans: Confederación Regional Obrera Mexicana, CROM) is een Mexicaanse vakcentrale.
De CROM werd gevormd in 1916 in opdracht vanpresident Venustiano Carranza. De CROM werd gecontroleerde door een kleine groep vakbondsleiders die de Mexicaanse revolutionaire regering steunde. De CROM, geleid door Luis N. Morones, was de steunpilaar voor Carranza en diens opvolgers Álvaro Obregón and Plutarco Elías Calles. De Mexicaanse Arbeiderspartij (PLM) was de politieke tak van vakbond.
Na de moord op Obregón verloor de CROM invloed, omdat sommigen Morones er (overigens onterecht) van verdacht werden betrokken te zijn geweest bij deze moord. Vicente Lombardo Toledano splitste zich in 1932 met een groep volgelingen af als de 'gezuiverde CROM', die in 1936 de Confederatie van Mexicaanse Arbeiders (CTM) werd. Al snel werd de CROM door de CTM overvleugeld en gedurende de rest van de twintigste eeuw was de CTM de machtigste vakbond in Mexico.
Tegenwoordig is de CROM de op twee na grootste vakbond van het land.